# Base de la colonne Hauptmann
La base de la colonne Hauptmann  est une pierre cubique sculptée située dans les Hautes Fagnes dans la commune de Waimes, à l'est de la province de Liège en Belgique. Ce monument historique est classé depuis 1991.

## Situation
Cette pierre de taille se situe dans une petite clairière, à une centaine de mètres à l'ouest de la route nationale 676 et à environ 300 m au sud-est du Signal de Botrange. Située à une altitude d'environ 688 m, cette base de colonne est le troisième monument classé le plus haut de Belgique après la butte Baltia et la borne Tranchot.

## Historique
Jadis surmontée d'une colonne, elle devait faire office de repère surtout en cas d'enneigement sur la voie menant de la ville de Limbourg à Sourbrodt.
La colonne Hauptmann aurait été dressé en 1566 par les familles Hauptmann-Panhaus, à l'origine aussi des colonnes du Boultè et Panhaus. Cette colonne aurait plus particulièrement été érigée par Bartholomeus Hauptmann, échevin de Trèves et habitant d'Eupen, converti au calvinisme et grand ami et allié de la famille Panhaus. La colonne a été vraisemblablement enlevée entre la fin du XIXe siècle et la Première Guerre mondiale. Seul le socle est resté.

## Description
Cette pierre calcaire de forme cubique reprend des inscriptions sur ses quatre faces verticales, deux faces en français et deux faces en allemand. 
- Face nord-est : IN GODES NAME ZUM GMEINEN NUTZ UND WEGH WYSUNG DEDE MICH MACHEN BARTHOLOMEHS H(A) V... VON EUPEN ARNOLTS SUN SCHEFFEN ZU TRIER ANNO 1566
- Face sud-ouest : AU NOM DE DIEU POUR LE COMU BIEN DES PASSAN ME FIT METTRE BARTHOLOME V DE NEAU FILS D'ARNOLTS ESCHEVIN DE TREVES ANNO 1566.
- Face sud-est : SOURBRODT SEHLICH IST WER DEN HERN FURCHT UND GEHT AUF SINE WEGEN PSAL.IZ.
- Face nord-ouest : LYMBORGH BIENHEUREUX QUI CRAINT LE SEIGNEUR ET CHEMINE EN SES VOlES PSAL.IZ.